# Avro 533
Die Avro 533 Manchester war ein dreisitziger als Bomber konzipierter Doppeldecker des britischen Herstellers Avro.

## Allgemeines
Der 1918 vorgestellte zweimotorige Bomber und Fotoaufklärer Avro 533 war eine konsequente Weiterentwicklung der Avro 523 Pike und der Avro 529. Das Flugzeug entstand aufgrund einer Festlegung des britischen Luftfahrtministeriums, in dem für eine solche Maschine die Verwendung der neuen 7-Zylinder-Sternmotoren des Typs A.B.C. Dragonfly I mit einer Leistung von 238,62 kW (324,44 PS) gefordert wurde.
Der erste Prototyp war im Oktober 1918 fertiggestellt, wurde aber sofort wieder umgebaut auf die hochverdichteten wassergekühlten 300-hp-Siddeley-Puma-Motoren, da aufgrund von Fertigungsproblemen zunächst die A.B.C. Dragonfly nicht geliefert werden konnten, Avro aber Testflüge durchführen wollte. Im November 1918 erreichten die „Pumas“ das Avro-Werk – der mit diesen Motoren ausgestattete Prototyp erhielt die Bezeichnung Avro 533A Manchester Mk.II – im Dezember erfolgten die ersten Flüge.
Avro überließ die Maschine diversen Luftwaffeneinheiten für Testflüge bis September 1919, danach war geplant, das Flugzeug mit Napier-Lion-Motoren auszustatten, ein Einbau erfolgte jedoch nicht mehr.
Die zweite Maschine wurde im Dezember 1918 mit den Dragonfly-Motoren ausgerüstet und erhielt die Bezeichnung Avro 533A Manchester Mk.I. Außer durch die unterschiedliche Motorisierung unterschieden sich die beiden Modelle durch eine geringfügig verringerte Fläche der unteren Tragflächen bei der Mk.I sowie beim Design des Seitenleitwerks. Nach ausgiebigen Tests bei Avro wurde die Mk.I nach Martlesham zu Truppentests geflogen und verblieb dort bis Oktober 1919.
Die Flugleistungen der Manchester waren trotz der relativ geringen Motorleistung beachtlich; mit dem verhältnismäßig großen Flugzeug waren sogar Loopings möglich.
Nach dem Ende des Ersten Weltkrieges im November 1918 bestand bei der britischen Luftwaffe kein Bedarf mehr an einem Bombenflugzeug. Daher wurde ein dritter Prototyp, bezeichnet als Avro 533A Manchester Mk.III, der für eine Ausstattung mit 400-hp-(406-PS)-Liberty-Motoren vorgesehen war, nicht mehr komplett aufgebaut.
Mit einer Bewaffnung war übrigens keiner der Prototypen ausgestattet, geplant war im Fall eines Serienbaus jeweils ein Einzel-MG am Bombenschützen- und am Heckschützenplatz.

## Aufbau
Die Avro 533 Manchester war ein dreistieliger verspannter Doppeldecker mit gleich langen Ober- und Unterflügeln. Die Tragflächen waren mit Stoff bespannte Holzkonstruktionen mit Querruder auf allen vier Flächen sowie auf der Oberseite der oberen Flächen angebrachten aerodynamischen Auftriebshilfen, im Original „Park bench“ (Parkbank) genannt.
Der Rumpf bestand ebenfalls aus einer stoffbespannten Holzkonstruktion.
Das starre Hauptfahrwerk bestand aus zwei einzeln befestigten Rädern, das Heckfahrwerk aus einem starren Hecksporn.
Die Maschine hatte drei offene Cockpits –  das Pilotencockpit lag leicht vor der Vorderkante der oberen Tragfläche, dahinter lag der Platz für den Heckschützen, der Platz für den Beobachter/Bombenschützen war im Bug angebracht.

## Technische Daten

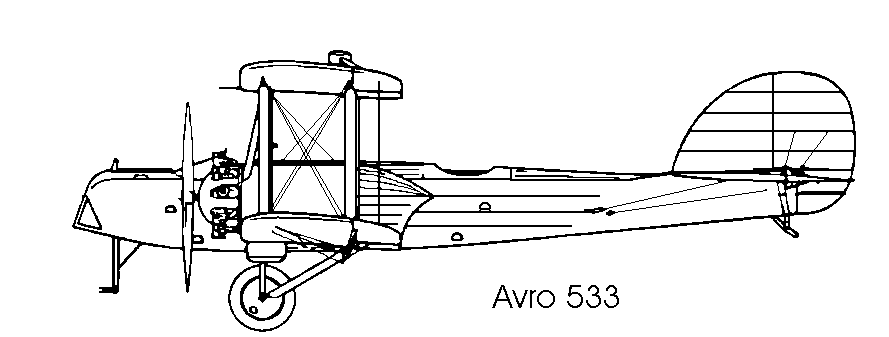
Seitenansicht der Avro 533 Mk. I

| Kenngröße             | Daten (Avro 533 Mk.I)                                                        | Daten (Avro 533 Mk.II)                                                   |
| --------------------- | ---------------------------------------------------------------------------- | ------------------------------------------------------------------------ |
| Besatzung             | 3                                                                            | 3                                                                        |
| Länge                 | 11,28 m                                                                      | 11,28 m                                                                  |
| Höhe                  | 3,81 m                                                                       | 3,81 m                                                                   |
| Flügelspannweite      | 18,29 m                                                                      | 18,29 m                                                                  |
| Tragflügelfläche      | 75,56 m²                                                                     | 75,93 m²                                                                 |
| Leermasse             | 2217 kg                                                                      | 2075 kg                                                                  |
| max. Startmasse       | 3352 kg                                                                      | 3247 kg                                                                  |
| Antrieb               | zwei 7-Zylinder-Sternmotoren A.B.C. Dragonfly I mit je 238,62 kW (324,44 PS) | zwei 6-Zylinder-Reihenmotoren Siddeley Puma mit je 223,71 kW (304,16 PS) |
| Höchstgeschwindigkeit | 180 km/h                                                                     | 192 km/h                                                                 |
| Dienstgipfelhöhe      | 5800 m                                                                       | 5180 m                                                                   |
| Steigzeit             | 14,20 min auf 3050 m Höhe                                                    | 16,30 min auf 3050 m Höhe                                                |
| Flugdauer             | ca. 5,45 h                                                                   | ca. 3,45 h                                                               |